# Breaker! Breaker!
Breaker! Breaker! és una pel·lícula estatunidenca dirigida per Don Hulette, estrenada el 1977.

## Argument
J D. és xofer de vehicles pesats. Proposa a Billy - el seu jove germà - fer un lliurament amb un camió, però diversos dies més tard, Billy ha desaparegut misteriosament, J D. es posa a la recerca del seu germà i es troba en un petit poble de Texas on tots els habitants estan corromputs, del cap de la policia local al senzill granger. J D. s'haurà de barallar sol contra tots per trobar el seu germà.

## Repartiment
- Chuck Norris: John David 'J.D.' Dawes
- Michael Augenstein: Billy Dawes
- George Murdock: Jutge Trimmings
- Miranda Garrison: Cambrera
- Amelia Laurenson: Luana